# Municipio de Brookville (Indiana)
El municipio de Brookville (en inglés: Brookville Township) es un municipio ubicado en el condado de Franklin en el estado estadounidense de Indiana. En el año 2010 tenía una población de 5773 habitantes y una densidad poblacional de 33,23 personas por km².

## Geografía
El municipio de Brookville se encuentra ubicado en las coordenadas 39°25′17″N 85°0′26″O / 39.42139, -85.00722. Según la Oficina del Censo de los Estados Unidos, el municipio tiene una superficie total de 173.75 km², de la cual 166,41 km² corresponden a tierra firme y (4,22 %) 7,34 km² es agua.

## Demografía
Según el censo de 2010, había 5773 personas residiendo en el municipio de Brookville. La densidad de población era de 33,23 hab./km². De los 5773 habitantes, el municipio de Brookville estaba compuesto por el 98,46 % blancos, el 0,19 % eran afroamericanos, el 0,12 % eran amerindios, el 0,19 % eran asiáticos, el 0,4 % eran de otras razas y el 0,64 % eran de una mezcla de razas. Del total de la población el 1,06 % eran hispanos o latinos de cualquier raza.